# Margaritifer Chaos
Margaritifer Chaos és una estructura geològica del tipus chaos a la superfície de Mart, situada amb el sistema de coordenades planetocèntriques a -5.93 ° de latitud N i 341.38 ° de longitud E. Fa 383.67 km de diàmetre. El nom va ser fet oficial per la UAI l'any 1976 i el pren d'una característica d'albedo.